# Vălenii Lăpușului, Maramureș
Vălenii Lăpușului este un sat în comuna Coroieni din județul Maramureș, Transilvania, România. Se află în partea de sud a județului, în Depresiunea Lăpuș.

## Istoric
Prima atestare documentară: 1331 (Dannpataka). 

## Etimologie
Etimologia numelui localității: din Văleni (din n. grup văleni < subst. vale + suf. -eni) + Lăpuș (la gen. sg.) (din hidronimul Lăpuș, din subst. lăpuș „brusture”). 

## Demografie
La recensământul din 2011, populația era de 972 locuitori. 

## Monument istoric
- Biserica „Nașterea Sf. Maria” (1813).

## Personalități
- Teodor Herman (1855 - 1935), delegat în Marea Adunare Națională de la Alba Iulia 1918, preot

## Imagini

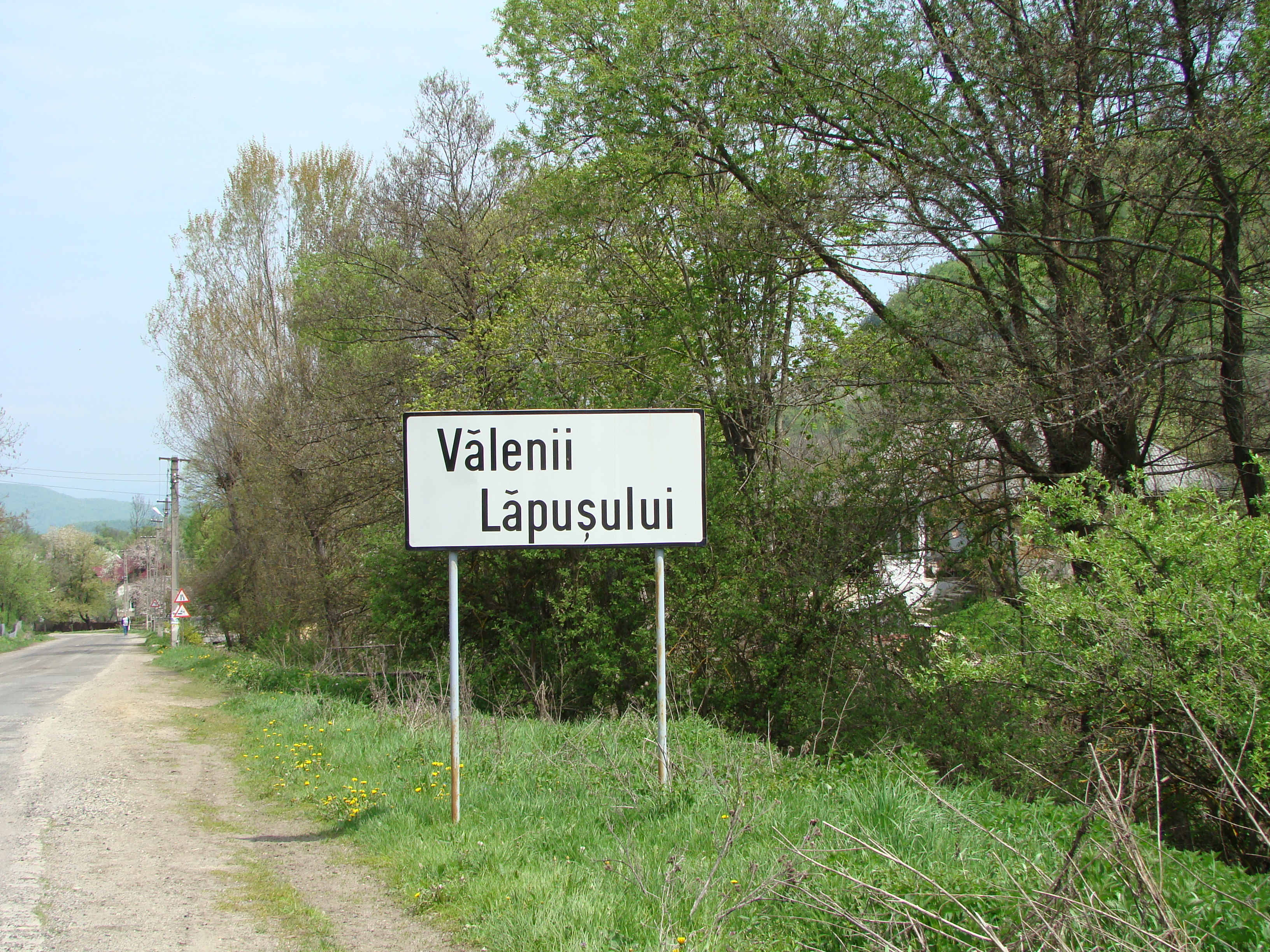
Intrarea în localitate
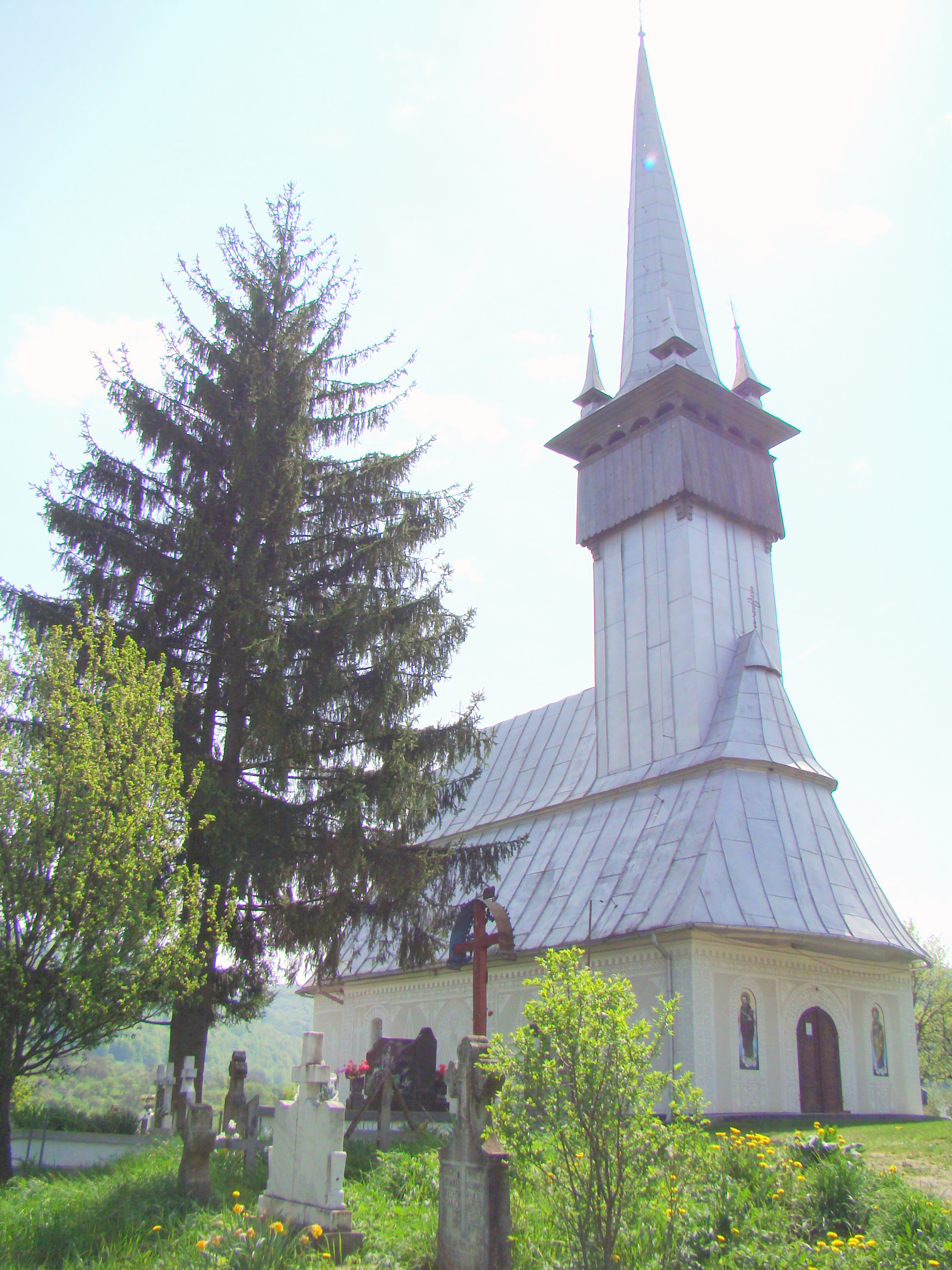
Biserica